# Лаврусь Вадим Васильович
Вадим Васильович Ларусь — полковник Збройних сил України, учасник російсько-української війни, що відзначився під час російського вторгнення в Україну в 2022 році. Командир в/ч А2455, помічник командувача об'єднаних сил по стратегічних комунікаціях ОКП ОС.

## Нагороди
- орден «Богдана Хмельницького» III ступеня (2022) — за особисту мужність і самовіддані дії, виявлені у захисті державного суверенітету та територіальної цілісності України, вірність військовій присязі.[1]